# Heinrich Alexander Luz
Heinrich Alexander Luz (15. srpna 1787 Metzingen – 5. června 1852 Brno) byl německý podnikatel působící v Brně, jedna ze zásadních postav průmyslové revoluce v Čechách a na Moravě. Byl zakladatelem a majitelem vůbec první strojírny v zemích Koruny České ve Šlapanicích u Brna, která se později stala základem První brněnské strojírny.

## Život

### Mládí
Narodil se v Metzingenu nedaleko Stuttgartu ve Württemberském království. Vyučil se hodinářem a pracoval ve Štrasburku, následně se nechal zaměstnat ve strojírně ve Svatém Blažeji. Region se v té době začínal podstatně průmyslově rozvíjet.

### První brněnská strojírna

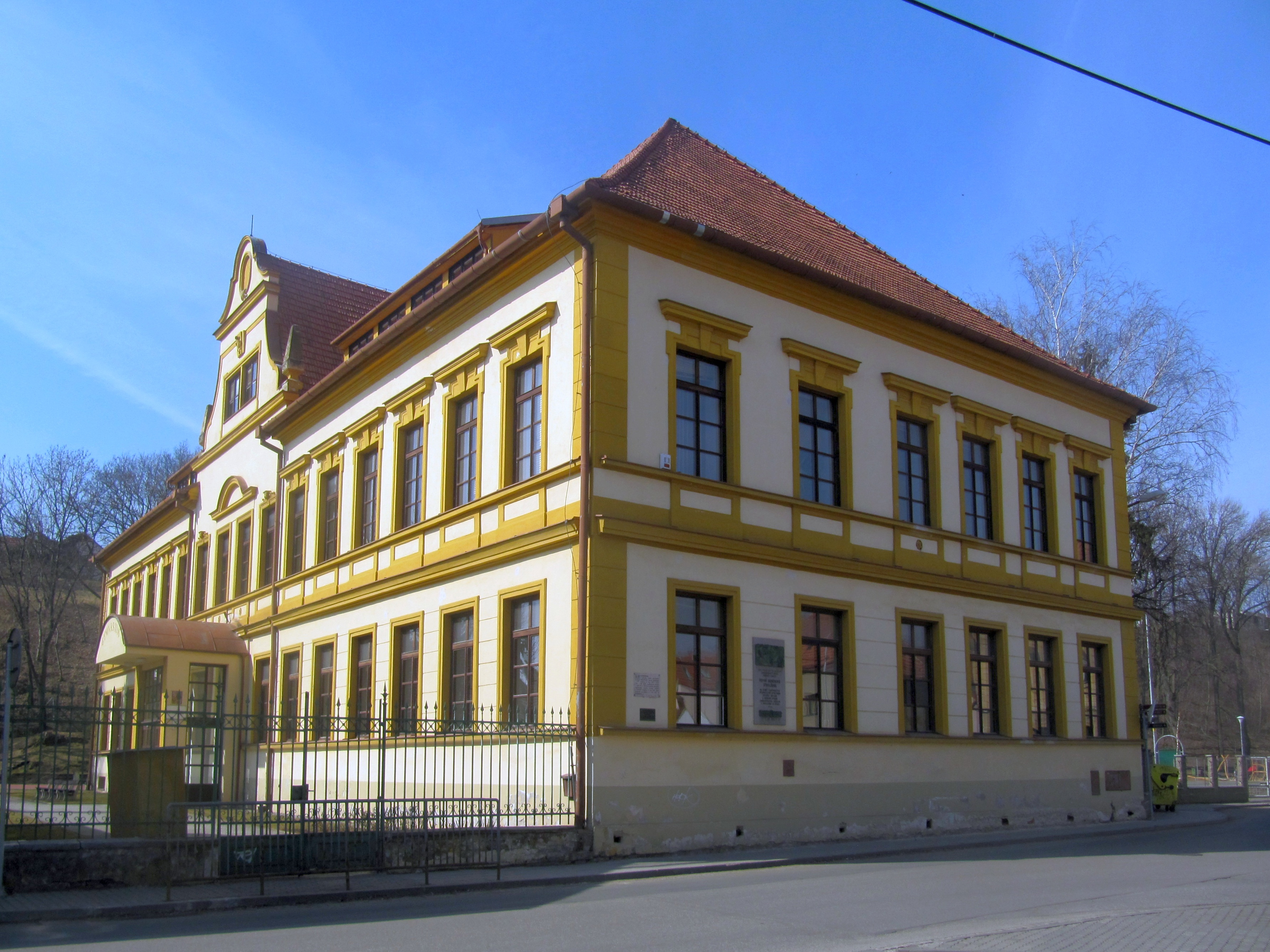
Šlapanický zámek, sídlo strojírny Maschinenfabrik H. A. Luz (později šlapanické gymnázium)

Luz pak odešel do Habsburské monarchie, kde roku 1814 začal pracovat v podniku textilní drastírny a přádelny vlny založené roku 1816 jeho krajany Johannem Reiffem a Jakubem Friedrichem Schöllem ve Šlapanicích u Brna. Roku 1818 do podniku vstoupil jako podílník, následujícího roku byla tovární výroba přesunuta do prostor šlapanického zámku. Po smrti Reiffa se Luz oženil s vdovou Johannou Elisabeth Reiff a převzal ve společnosti jeho podíl.
Roku 1821 začal Luz závod řídit a rozhodl o rozšíření výroby na produkci kotlů a parních strojů. První parní stroj, vyrobený roku 1824, byl dodán do brněnské továrny na sukna vlastněné Carlem Offermannem. Továrna pak nadále vyráběla především parní stroje sloužící pro vnitřní zařízení továren, pivovarů, lihovarů či cukrovarů. Z důvodu nutnosti rozšíření výrobních kapacit přesunul Luz roku 1838 výrobu ze Šlapanic do Brna, k říšské silnici na Olomouc, kam se i s rodinou přestěhoval. Podnik nadále fungoval jako samostatná strojírna pod názvem K.k. priv. Maschinenfabrik H. A. Luz, Brünn. Luz stál ve vedení firmy až do konce svého života.

### Úmrtí
Heinrich Alexander Luz zemřel 5. června 1852 v Brně, ve věku 64 let a byl zde nejspíš také pohřben.
Po jeho smrti převzal podíl v podniky jeho nejstarší syn Karl, který společnost nadále zdárně rozvíjel. Roku 1873 došlo ke sloučení s brněnskou strojírnou Thomas Bracegirdle & Sohn do akciové společnosti První brněnská strojírna, která se tak spolu se Škodovými závody v Plzni stala jednou z největších podniků svého druhu v tehdejším Rakousku-Uhersku, i v celé Evropě.